# Criollas de Caguas 2017
Questa voce raccoglie le informazioni riguardanti le Criollas de Caguas nella stagione 2017.

## Organigramma societario
Area direttiva
- Presidente: Francisco Ramos

Area tecnica
- Allenatore: Juan Carlos Nuñez

## Rosa
| N° | Nome              | Ruolo | Data di nascita   | Nazionalità sportiva |
| -- | ----------------- | ----- | ----------------- | -------------------- |
| 1  | Andrea Drews      | O     | 25 dicembre 1993  | Stati Uniti          |
| 2  | Shara Venegas     | L     | 18 settembre 1992 | Porto Rico           |
| 3  | Fabiola Toro      | S/O   | 9 marzo 1997      | Porto Rico           |
| 4  | Stephanie Niemer  | S     | 3 settembre 1989  | Stati Uniti          |
| 5  | Jordaliz Mercado  | P     | 19 luglio 1990    | Porto Rico           |
| 6  | Stephanie Enright | S     | 15 dicembre 1990  | Porto Rico           |
| 7  | Génesis Collazo   | O     | 4 ottobre 1992    | Porto Rico           |
| 9  | Jennifer Nogueras | P     | 1º agosto 1991    | Porto Rico           |
| 11 | Karina Ocasio     | S/O   | 1º agosto 1985    | Porto Rico           |
| 12 | Andrea De León    | P     | 6 aprile 1994     | Porto Rico           |
| 13 | Shirley Florián   | C     | 27 luglio 1991    | Porto Rico           |
| 14 | Yeaneska Matos    | S     | 29 aprile 1996    | Porto Rico           |
| 15 | Leira Ortiz       | L     | 15 febbraio 1994  | Porto Rico           |
| 16 | Ana Sofía Jusino  | C     | 5 gennaio 1994    | Porto Rico           |
| 18 | Lynda Morales     | C     | 20 maggio 1988    | Porto Rico           |

## Mercato
| Acquisti | Acquisti          | Acquisti             | Acquisti   |
| R.       | Nome              | da                   | Modalità   |
| -------- | ----------------- | -------------------- | ---------- |
| O        | Andrea Drews      | Indias de Mayagüez   | definitivo |
| S        | Stephanie Niemer  | Gigantes de Carolina | definitivo |
| S/O      | Karina Ocasio     | Yunnan               | definitivo |
| C        | Shirley Florián   | Metropolitana        | definitivo |
| S        | Yeaneska Matos    | -                    | definitivo |
| C        | Ana Sofía Jusino  | Arkansas             | definitivo |
| P        | Andrea De León    | -                    | definitivo |
| C        | Lynda Morales     | Cignal HD            | definitivo |
| S        | Stephanie Enright | San Casciano         | definitivo |

| Cessioni | Cessioni          | Cessioni     | Cessioni   |
| R.       | Nome              | a            | Modalità   |
| -------- | ----------------- | ------------ | ---------- |
| C        | Jessica Jones     | Seramiksan   | definitivo |
| S        | Stephanie Enright | San Casciano | definitivo |
| C        | Jonnalys Matos    | -            | definitivo |
| C        | Diana Reyes       | -            | ritirata   |
| S        | Diane Copenhagen  | -            | ritirata   |
| C        | Lynda Morales     | Cignal HD    | definitivo |
| P        | Jordaliz Mercado  | -            | definitivo |

## Risultati

### LVSF

#### Regular season
| 1ª giornata - 26 gennaio 2017 Coliseo Roberto Clemente, San Juan          | Capitalinas de San Juan | 1 - 3 | Criollas de Caguas      | 12-25, 14-25, 25-21, 14-25        |
| 2ª giornata - 28 gennaio 2017 Coliseo Héctor Solá Bezares, Caguas         | Criollas de Caguas      | 3 - 1 | Orientales de Humacao   | 25-19, 32-34, 25-14, 25-18        |
| 3ª giornata - 2 febbraio 2017 Coliseo José Marrón Aponte, Aibonito        | Polluelas de Aibonito   | 0 - 3 | Criollas de Caguas      | 22-25, 18-25, 22-25               |
| 4ª giornata - 4 febbraio 2017 Coliseo Héctor Solá Bezares, Caguas         | Criollas de Caguas      | 3 - 0 | Gigantes de Carolina    | 25-14, 25-20, 25-21               |
| 5ª giornata - 8 febbraio 2017 Coliseo Rafael Amalbert, Juncos             | Valencianas de Juncos   | 0 - 3 | Criollas de Caguas      | 13-25, 12-25, 19-25               |
| 6ª giornata - 11 febbraio 2017 Coliseo Héctor Solá Bezares, Caguas        | Criollas de Caguas      | 3 - 0 | Changas de Naranjito    | 25-14, 25-14, 25-18               |
| 7ª giornata - 15 febbraio 2017 Palacio de Recreación y Deportes, Mayagüez | Indias de Mayagüez      | 0 - 3 | Criollas de Caguas      | 19-25, 24-26, 23-25               |
| 8ª giornata - 17 febbraio 2017 Coliseo Héctor Solá Bezares, Caguas        | Criollas de Caguas      | 3 - 0 | Leonas de Ponce         | 25-16, 25-14, 25-20               |
| 9ª giornata - 22 febbraio 2017 Coliseo Héctor Solá Bezares, Caguas        | Criollas de Caguas      | 3 - 0 | Capitalinas de San Juan | 29-27, 25-19, 25-14               |
| 10ª giornata - 24 febbraio 2017 Coliseo Gelito Ortega, Naranjito          | Changas de Naranjito    | 0 - 3 | Criollas de Caguas      | 9-25, 13-25, 18-25                |
| 11ª giornata - 1º marzo 2017 Coliseo Emilio Huyke, Humacao                | Orientales de Humacao   | 1 - 3 | Criollas de Caguas      | 22-25, 25-22, 17-25, 22-25        |
| 12ª giornata - 3 marzo 2017 Coliseo Héctor Solá Bezares, Caguas           | Criollas de Caguas      | 3 - 0 | Valencianas de Juncos   | 26-24, 25-17, 25-22               |
| 13ª giornata - 5 marzo 2017 Coliseo Héctor Solá Bezares, Caguas           | Criollas de Caguas      | 3 - 0 | Polluelas de Aibonito   | 25-19, 25-19, 25-18               |
| 14ª giornata - 9 marzo 2017 Coliseo Héctor Solá Bezares, Caguas           | Criollas de Caguas      | 3 - 1 | Indias de Mayagüez      | 25-19, 25-14, 23-25, 25-21        |
| 15ª giornata - 12 marzo 2017 Coliseo Salvador Dijols, Ponce               | Leonas de Ponce         | 3 - 0 | Criollas de Caguas      | 25-17, 25-23, 25-20               |
| 16ª giornata - 15 marzo 2017 Coliseo Guillermo Angulo, Carolina           | Gigantes de Carolina    | 2 - 3 | Criollas de Caguas      | 25-18, 21-25, 11-25, 25-23, 14-16 |
| 17ª giornata - 17 marzo 2017 Coliseo Héctor Solá Bezares, Caguas          | Criollas de Caguas      | 3 - 0 | Valencianas de Juncos   | 25-16, 25-22, 29-27               |
| 18ª giornata - 21 marzo 2017 Coliseo Guillermo Angulo, Carolina           | Gigantes de Carolina    | 3 - 1 | Criollas de Caguas      | 27-25, 22-25, 25-23, 25-19        |
| 19ª giornata - 24 marzo 2017 Coliseo Héctor Solá Bezares, Caguas          | Criollas de Caguas      | 3 - 2 | Orientales de Humacao   | 21-25, 25-15, 25-21, 22-25, 15-12 |
| 20ª giornata - 29 marzo 2017 Coliseo José Marrón Aponte, Aibonito         | Polluelas de Aibonito   | 3 - 2 | Criollas de Caguas      | 19-25, 25-22, 22-25, 25-19, 15-8  |
| 21ª giornata - 31 marzo 2017 Coliseo Héctor Solá Bezares, Caguas          | Criollas de Caguas      | 3 - 0 | Changas de Naranjito    | 25-11, 25-17, 25-17               |
| 22ª giornata - 1º aprile 2017 Coliseo Roberto Clemente, San Juan          | Capitalinas de San Juan | 2 - 3 | Criollas de Caguas      | 25-21, 26-24, 14-25, 18-25, 11-15 |
| 23ª giornata - 7 aprile 2017 Palacio de Recreación y Deportes, Mayagüez   | Indias de Mayagüez      | 1 - 3 | Criollas de Caguas      | 26-28, 25-22, 18-25, 20-25        |
| 24ª giornata - 9 aprile 2017 Coliseo Héctor Solá Bezares, Caguas          | Criollas de Caguas      | 2 - 3 | Leonas de Ponce         | 25-21, 18-25, 25-19, 21-25, 14-16 |

#### Play-off
| Quarti di finale (gara 2) - 13 aprile 2017 Coliseo Héctor Solá Bezares, Caguas | Criollas de Caguas    | 3 - 0 | Gigantes de Carolina  | 25-18, 25-15, 25-18               |
| Quarti di finale (gara 3) - 15 aprile 2017 Coliseo Héctor Solá Bezares, Caguas | Criollas de Caguas    | 3 - 2 | Valencianas de Juncos | 19-25, 25-18, 26-24, 23-25, 15-11 |
| Quarti di finale (gara 5) - 19 aprile 2017 Coliseo Rafael Amalbert, Juncos     | Valencianas de Juncos | 0 - 3 | Criollas de Caguas    | 17-25, 18-25, 13-25               |
| Quarti di finale (gara 6) - 21 aprile 2017 Coliseo Guillermo Angulo, Carolina  | Gigantes de Carolina  | 3 - 1 | Criollas de Caguas    | 22-25, 25-19, 25-18, 26-24        |
| Semifinali (gara 1) - 28 aprile 2017 Coliseo Héctor Solá Bezares, Caguas       | Criollas de Caguas    | 3 - 0 | Orientales de Humacao | 25-22, 25-21, 25-17               |
| Semifinali (gara 2) - 30 aprile 2017 Coliseo Emilio Huyke, Humacao             | Orientales de Humacao | 1 - 3 | Criollas de Caguas    | 19-25, 17-25, 25-18, 13-25        |
| Semifinali (gara 3) - 2 maggio 2017 Coliseo Héctor Solá Bezares, Caguas        | Criollas de Caguas    | 3 - 0 | Orientales de Humacao | 25-15, 25-16, 25-15               |
| Semifinali (gara 4) - 4 maggio 2017 Coliseo Emilio Huyke, Humacao              | Orientales de Humacao | 0 - 3 | Criollas de Caguas    | 16-25, 12-25, 19-25               |
| Finale (gara 1) - 9 maggio 2017 Coliseo Héctor Solá Bezares, Caguas            | Criollas de Caguas    | 3 - 1 | Valencianas de Juncos | 25-16, 24-26, 25-21, 25-19        |
| Finale (gara 2) - 11 maggio 2017 Coliseo Rafael Amalbert, Juncos               | Valencianas de Juncos | 1 - 3 | Criollas de Caguas    | 20-25, 25-20, 15-25, 16-25        |
| Finale (gara 3) - 13 maggio 2017 Coliseo Héctor Solá Bezares, Caguas           | Criollas de Caguas    | 3 - 0 | Valencianas de Juncos | 25-15, 25-13, 25-15               |
| Finale (gara 4) - 15 maggio 2017 Coliseo Héctor Solá Bezares, Caguas           | Criollas de Caguas    | 3 - 0 | Valencianas de Juncos | 25-11, 25-15, 25-16               |

## Statistiche

### Statistiche di squadra
| Competizione | Punti | In casa | In casa | In casa | In trasferta | In trasferta | In trasferta | Totale | Totale | Totale |
| Competizione | Punti | G       | V       | P       | G            | V            | P            | G      | V      | P      |
| ------------ | ----- | ------- | ------- | ------- | ------------ | ------------ | ------------ | ------ | ------ | ------ |
| LVSF         | 59    | 19      | 18      | 1       | 17           | 13           | 4            | 36     | 31     | 5      |
| Totale       | -     | 19      | 18      | 1       | 17           | 13           | 4            | 36     | 31     | 5      |

G = partite giocate; V = partite vinte; P = partite perse